# Danny Wells
Danny Wells (Montréal, 7 aprile 1941 – Toronto, 28 novembre 2013) è stato un attore e doppiatore canadese.

## Biografia
È ricordato per il ruolo di Charlie, il barista nella sit-com I Jefferson, e anche per quello di Luigi nella serie televisiva Super Mario, tratta dal famoso videogioco. Ha fatto anche molte apparizioni in altre serie televisive.
Curiosamente, l'anno in cui è deceduto era lo stesso anno dedicato al personaggio di Luigi.

## Filmografia

### Cinema
- W.H.I.F.F.S. - La guerra esilarante del soldato Frapper (Whiffs), regia di Ted Post (1975)
- L'uomo più forte del mondo (The Strongest Man in the World), regia di Vincent McEveety (1975)
- Quello strano cane... di papà (The Shaggy D.A), regia di Robert Stevenson (1976)
- Soldato Giulia agli ordini (Private Benjamin), regia di Howard Zieff (1980)
- Il guerriero del ring (Body and Soul), regia di George Bowers (1981)
- La signora in rosso (The Woman in Red), regia di Gene Wilder (1984)
- Che vita da cani! (Life Stinks), regia di Mel Brooks (1991)
- Magnolia, regia di Paul Thomas Anderson (1999)
- La truffa perfetta (Swindle), regia di K.C. Bascombe (2002)
- The Last Kiss, regia di Tony Goldwyn (2006)
- Vacanza con Derek (Vacation with Derek), regia di Michael McGowan (2010)

### Televisione
- Colombo (Columbo) - serie TV, episodio 5x01 (1975)
- I Jefferson (The Jeffersons) - serie TV, 23 episodi (1975-1985)
- A-Team (The A-Team), serie TV, episodio 2x23 (1984)

### Doppiatore
- Che drago di un drago (Potatoes and Dragons) - serie animata (2004)
- The Super Mario Bros. Super Show! - serie animata (1989)

## Doppiatori italiani
Nelle versioni in italiano delle opere in cui ha recitato, Danny Wells è stato doppiato da:
- Antonio Paiola ne I Jefferson
- Gianni Marzocchi in Starsky & Hutch
- Romano Ghini in La famiglia Bradford (ep. 3x16)
- Cesare Barbetti in La famiglia Bradford (ep. 5x10)
- Claudio De Davide in La signora in giallo
- Massimo De Ambrosis in Magnolia

Da doppiatore è sostituito da:
- Pietro Ubaldi in Che drago di un drago
- Enrico Carabelli in The Super Mario Bros. Super Show![1]